# Jan Svensson (ur. 1956)
Jan Svensson (ur. 24 kwietnia 1956 w Söderköping) – szwedzki piłkarz grający na pozycji pomocnika. W swojej karierze rozegrał 25 meczów i strzelił 4 gole w reprezentacji Szwecji.

## Kariera klubowa
Swoją karierę piłkarską Svensson rozpoczął w klubie IK Sleipner z miasta Norrköping. W 1974 roku zadebiutował w nim w drugiej lidze szwedzkiej. Grał w nim do końca 1976 roku. W 1977 roku przeszedł do IFK Norrköping. Zawodnikiem IFK był do lata 1983 roku.
Latem 1983 roku Svensson został zawodnikiem Eintrachtu Frankfurt. W niemieckiej Bundeslidze zadebiutował 12 sierpnia 1983 roku w zremisowanym 2:2 domowym meczu z Borussią Dortmund. W debiucie zdobył gola. Był podstawowym piłkarzem Eintrachtu i spędził w nim trzy sezony.
W 1986 roku Svensson wrócił do IFK Norrköping. W 1987 roku wyjechał do Szwajcarii, gdzie grał w klubie FC Wettingen. W sezonie 1987/1988 awansował z nim z drugiej do pierwszej ligi. W 1990 roku zakończył w nim swoją karierę.
| Sezon   | Klub                | Kraj       | Rozgrywki      | Mecze | Bramki |
| ------- | ------------------- | ---------- | -------------- | ----- | ------ |
| 1974    | IK Sleipner         | Szwecja    | Superettan     | ?     | ?      |
| 1975    | IK Sleipner         | Szwecja    | Superettan     | ?     | ?      |
| 1976    | IK Sleipner         | Szwecja    | Superettan     | ?     | ?      |
| 1977    | IK Sleipner         | Szwecja    | Superettan     | 22    | 8      |
| 1978    | IFK Norrköping      | Szwecja    | Allsvenskan    | 15    | 3      |
| 1979    | IFK Norrköping      | Szwecja    | Allsvenskan    | 26    | 8      |
| 1980    | IFK Norrköping      | Szwecja    | Allsvenskan    | 21    | 2      |
| 1981    | IFK Norrköping      | Szwecja    | Allsvenskan    | 25    | 8      |
| 1982    | IFK Norrköping      | Szwecja    | Allsvenskan    | 22    | 9      |
| 1983    | IFK Norrköping      | Szwecja    | Allsvenskan    | 10    | 4      |
| 1983/84 | Eintracht Frankfurt | Niemcy     | Bundesliga     | 33    | 8      |
| 1984/85 | Eintracht Frankfurt | Niemcy     | Bundesliga     | 33    | 6      |
| 1985/86 | Eintracht Frankfurt | Niemcy     | Bundesliga     | 30    | 2      |
| 1986    | IFK Norrköping      | Szwecja    | Allsvenskan    | 20    | 4      |
| 1987    | IFK Norrköping      | Szwecja    | Allsvenskan    | 21    | 0      |
| 1987/88 | FC Wettingen        | Szwajcaria | Nationalliga B | 12    | 4      |
| 1987/88 | FC Wettingen        | Szwajcaria | Nationalliga A | 29    | 2      |
| 1987/88 | FC Wettingen        | Szwajcaria | Nationalliga A | 37    | 3      |

## Kariera reprezentacyjna
W reprezentacji Szwecji Svensson zadebiutował 5 września 1979 roku w przegranym 1:3 meczu eliminacji do Euro 80 z Francją, rozegranym w Solnie. W swojej karierze grał też w: eliminacjach do MŚ 1982, Euro 84 i MŚ 1986. Od 1979 do 1985 roku rozegrał w kadrze narodowej 26 meczów i zdobył 4 gole.